# Hausen (Nessetal)
Hausen (ⓘ) ist ein Ortsteil der Landgemeinde Nessetal im Landkreis Gotha in Thüringen.

## Geografie und Verkehr
Hausen liegt an der Nesse im Thüringer Becken. Nordöstlich erhebt sich die 413 Meter hohe Fahner Höhe, südlich die 314 Meter hohe Kindleber Höhe und nordwestlich die 309 Meter hohe Ballstädter Höhe. Das Dorf selbst liegt in etwa 275 Metern Höhe und hat eine relativ ursprüngliche Baustruktur. Die Hausener Flur ist unbewaldet und wird intensiv landwirtschaftlich genutzt. Nachbarorte sind Bufleben im Süden, Pfullendorf im Südwesten, Westhausen im Westen, Ballstädt im Norden und Eschenbergen im Nordosten.
Hausen liegt an der Landesstraße von Gotha (etwa neun Kilometer südlich) nach Gräfentonna. Außerdem führt eine Straße nach Pfullendorf.

## Geschichte und Kultur
Hausen wurde 1143 erstmals urkundlich erwähnt. Vor der Gründung Thüringens gehörte Hausen zum Herzogtum Sachsen-Gotha (Amt Gotha) und seit 1974 bildet es eine Gemeinde mit Bufleben und Pfullendorf.
Die Dorfkirche St. Nikolai (Koord.: ⊙) wurde um 1148 als kleine Kapelle errichtet. 1605 wurde der Turm neu aufgebaut und die Kirche bis 1661 zur heutigen Größe ausgebaut. Die Kirche verfügt an der Südseite über drei spitzbogige Fenster sowie über eine ehemalige Rundbogentür, die bis auf den oberen Bereich, der heute als Fenster ausgestaltet ist, zugemauert wurde. Im ersten Obergeschoss des Turms sind kleine Fensteröffnungen, im zweiten Obergeschoss große rechteckige Fenster. Die Spitze des Turms bildet eine Schweifkuppel mit aufgesetzter, heute geschlossener Laterne mit goldfarbigem Turmknopf und darauf eine schmiedeeiserne Wetterfahne. Im Jahre 1857 schenkten Joh. Chr. Berles und Barb. Marg. Berles der Kirche eine Orgel, die 600 Taler kostete. Wegen der Größe der neuen Orgel wurde ein Umbau in der Kirche notwendig. 1969 wurde der Kirchturm neu eingedeckt und die Kirchturmuhr instand gesetzt.
Am 1. April 1974 wurde Hausen nach Bufleben eingemeindet. Mit Eingemeindung der Gemeinde Bufleben in die Landgemeinde Nessetal am 1. Januar 2019 wurde Hausen ein Ortsteil dieser.

## Persönlichkeiten
- Johann Heinrich Acker (1647–1719), Theologe, zeitweise Pfarrer in Hausen
- Johann Heinrich Acker (1680–1759), Gymnasiallehrer, Philologe und Literaturhistoriker